# Silvia Vives
Silvia Vives Montlleó (Barcelona, 17 de agosto de 1974) es una deportista española que compitió en natación adaptada. Ganó seis medallas en los Juegos Paralímpicos de Verano en los años 1992 y 1996.

## Palmarés internacional
| Juegos Paralímpicos | Juegos Paralímpicos      | Juegos Paralímpicos | Juegos Paralímpicos     |
| Año                 | Lugar                    | Medalla             | Prueba                  |
| ------------------- | ------------------------ | ------------------- | ----------------------- |
| 1992                | Barcelona (España)       | Medalla de plata    | 100 m mariposa S8       |
| 1992                | Barcelona (España)       | Medalla de bronce   | 4 × 100 m estilos S7-10 |
| 1996                | Atlanta (Estados Unidos) | Medalla de plata    | 100 m espalda S8        |
| 1996                | Atlanta (Estados Unidos) | Medalla de plata    | 100 m mariposa S8       |
| 1996                | Atlanta (Estados Unidos) | Medalla de bronce   | 200 m estilos SM8       |
| 1996                | Atlanta (Estados Unidos) | Medalla de bronce   | 4 × 100 m estilos S7-10 |